# Campeonato Acriano de Handebol Masculino
O Campeonato Acriano de Handebol Masculino é uma competição realizada por clubes de handebol do estado do Acre, na categoria adulto masculino. É organizado pela Federação Acreana de Handebol (Fach).